# Велень-Димбовіца
Велень-Димбовіца, Велені-Димбовіца (рум. Văleni-Dâmbovița) — село у повіті Димбовіца в Румунії. Адміністративний центр комуни Велень-Димбовіца.
Село розташоване на відстані 108 км на північний захід від Бухареста, 34 км на північний захід від Тирговіште, 142 км на північний схід від Крайови, 64 км на південний захід від Брашова.

## Населення
За даними перепису населення 2002 року у селі проживали 2626 осіб, усі — румуни. Усі жителі села рідною мовою назвали румунську.